# Memórias, Crônicas e Declarações de Amor
 (mars 2023).
Si vous disposez d'ouvrages ou d'articles de référence ou si vous connaissez des sites web de qualité traitant du thème abordé ici, merci de compléter l'article en donnant les références utiles à sa vérifiabilité et en les liant à la section « Notes et références ».
Memórias, Crônicas e Declarações de Amor est le cinquième album de Marisa Monte, sorti en 2000.

## Liste des chansons
1. Amor I Love You
2. Não Vá Embora
3. O Que Me Importa
4. Não é Fácil
5. Perdão Você
6. Tema de Amor
7. Abololô
8. Para Ver as Meninas
9. Cinco Minutos
10. Gentileza
11. Água Também é Mar
12. Gotas de Luar
13. Sou Seu Sabiá